# فن آموزش زبان
فن آموزش زبان یا پـِداگوژی آموزشی (به انگلیسی: language pedagogy) عبارت است از هنر، علم یا تخصص آموزش زبان.
اگر چه فن آموزش زبان به‌طور خاص به روش‌ها، فنون و فنّاوری‌های آموزش زبان خارجی به کودکان گفته می‌شود اما در معنای وسیع‌تر به فنّاوری آموزشی هر درسی نیز گفته می‌شود.

## واژه‌شناسی
«پـِداگوژی» (به فرانسوی: pédagogie، به انگلیسی: pedagogy) مشتق از زبان‌های لاتین و یونانی است. «پـِد(و)» به‌معنی کودک و پسر، و «ـ اگوژی» برگرفته از پسوندواره‌ای به‌معنای راهبری و همراهی است.